# Damiano Dalfini
Damiano Dalfini (Villafranca di Verona, 3 novembre 1977) è un ex cestista italiano, di ruolo centro.

## Carriera
Damiano Dalfini nasce a Villafranca di Verona il 3 novembre del 1977. Dopo una parentesi calcistica passa alla pallacanestro. I primi passi li muove nella società del paese, la Polisportiva San Giorgio. Dopo un paio di anni passa alla Scaligera Basket di Verona dove esordisce in serie A1 nel 1993 non ancora sedicenne in una partita tra la Glaxo Verona e la Recoaro Milano. A Verona rimarrà fino alla Stagione 1998-99, anno della conquista della coppa Korac. Nel 1999 fa la sua prima esperienza con l'Asti in serie C1 dove vince la classifica marcatori del torneo allenato da Romeo Sacchetti anche lui agli esordi come coach.
Nel campionato 2000-01 approda nella Nuova Pallacanestro Pavia in serie B d'eccellenza con la quale centra l'accoppiata storica promozione e coppa Italia. Nei due anni successivi passa ad Argenta (B1) disputando due buoni campionati.
Nel 2003-04 si sposta a Capo d'Orlando(B1) mentre nel 2004-2005 torna ancora ad Argenta dove personalmente vive la sua miglior stagione finendo con 17 punti di media. L'anno dopo invece passa a Pistoia dove centra la semifinale promozione contro la Scavolini di Carlton Myers. Dal 2006 al 2009 passa alla società campana Sant'Antimo dove raggiunge i playoff.
Dal 2009 al 2010 approda al basket Massafra (B2) per vincere il campionato ma dopo qualche mese causa un lungo infortunio.
Finisce la stagione nella squadra di casa il PSG Villafranca vincendo il campionato dalla C1 alla B2.
Nella stagione 2010-11 approda alla corte di Alessandro Fantozzi alla Viola Reggio Calabria (B2) dove sfiora la promozione e risultando uno dei migliori pivot del campionato.
Dal 2011 al 2013 fa ritorno a Villafranca (B2) mentre nel 2014 si trasferisce in Puglia al Martina Franca (B2).
Nel 2015 si opera al polso e durante la convalescenza torna alle origini calcistiche militando negli amatori top di Custoza vincendo il campionato e finendo la stagione con il basket Isola della Scala (D)
Nel 2016 a 38 anni passa alla società Basket Bancole (D) dove conquista la promozione.
Nel 2017 vince l'oro mondiale con la Nazionale over 40 a Montecatini ,Italia 
Nel 2019 approda in una squadra di promozione veronese, Basket Sommacampagna, dove debutta il 29 marzo a 41 anni
Nel 2022 vince l'oro europeo con la Nazionale over 45 a Malaga ,Spagna.

## Palmarès
- Coppa Korać: 1

Scaligera Verona: 1997-98
1 Coppa Italia
Edimes Pavia: 2000-01
1 oro mondiale con la Nazionale Italiana Over 40
1 oro europeo con la Nazionale Italiana Over 45